# Клушин, Александр Афанасьевич
Клушин Александр Афанасьевич (30 августа 1852, Брест-Литовский — 25 августа 1904, Царское село) — революционер-народник, ветеринар. Был участником «кружка Ореста Габеля», один из фигурантов «дела Кавского». Позже работал ветеринаром и стал одним из фундаторов российского мясоведения.

## Биография
Александр Клушин происходил из дворянского рода Клушиных. Родился 30 августа 1852 года в Брест-Литовском. Учился на ветеринарном отделении Императорской медико-хирургической академии, где познакомился с Дмитрием Маминым. Входил в народнический кружок Ореста Габеля, члены которого готовили побег Сергея Ковалика и Порфирия Войнаральского из Дома предварительного заключения. 15 августа 1876 года он, вместе с Надеждой Бантле и Августиной Синькевич, очистил от компрометирующих материалов квартиру недавно арестованной Евгении Бартошевич. В тот же день Клушин был обыскан, а через два дня он был арестован. 25 сентября был посажен в Петропавловскую крепость. Привлекался к дознанию по делу Ореста Габеля по обвинению в организации сношений с заключенными в Доме предварительного заключения для их освобождения. Дело Клушина было закончено в административном порядке по высочайшему повелению от 2 октября 1877 года. Был отпущен на свободу 1 ноября того же года, с установлением за ним гласного надзора полиции.
16 апреля 1878 года Клушин, вместе со студентом-медиком Александром Тукмачевым, вмешался в распоряжение пристава первого участка Петербургской части и тем самым нанёс оскорбление действием. Это дело должно было рассматриваться в окружном суде. В январе следующего года он подозревался в пропаганде среди рабочих переплётной мастерской. Эта мастерская была организована студентом Морозовым, и в ней собирались студенты и общались с рабочими. Также представители данного кружка собирались у некоего Левитского в деревне Емельяновка. Возможно, в связи с деятельностью этого кружка, Клушин был арестован.
В июле того же года, вместе с Иваном Кавским и несколькими другими народниками, организовал подпольную литографию. Подпольщиками планировалось на ней печатать прокламацию «Братцы-товарищи», которую написал Кавский для пропаганды среди рабочих. Литографский станок находился у Кавского, который жил на квартире переплётчика Штейна. Последний был одним из инициаторов покупки станка. В то же время Штейн был агентом «охранки» и написал донос на сообщников. Обыск на квартире Штейна состоялся 16 сентября, тогда же Клушин был арестован, а 21 сентября он был привлечён к дознанию. Содержался под стражей с 17 сентября до 24 октября 1879 года. Дело Клушина было закрыто в административном порядке с запрещением проживать в столицах по высочайшему повелению от 30 апреля 1880 года.
В 1879 году он окончил Императорскую медико-хирургическую академию со званием ветеринара. В 1881 году работал земским ветеринарным врачом в Устюженском уезде Новгородской губернии. Позже работал и жил в Царском селе, вместе с врачом Сергеевым А. Г. заведовал микроскопической станцией при местной скотобойне. На станции проверяли свиней на трихинеллы, финны и другие инвазивные болезни. В 1897 году был возведён в чин надворного советника. В следующем году стал ветеринарным врачом Санкт-Петербургского губернского земства. Написал три книги по специальности.
Умер 25 апреля 1904 года. На погребение Клушина его семье городская управа Санкт-Петербурга назначила единовременную помощь. Похоронен на Казанском кладбище Царского села. Через два месяца после смерти Клушина, о нём упоминал в письме его товарищ, Дмитрий Мамин-Сибиряк: 

Завтра именины, и грустно думать, что не будет Николая Константиновича и Александра Афанасьевича. Давно уже нет Александры Аркадьевны…

## Семья
Был женат на Ольге Александровне Клушиной, враче Мариинской Царскосельской женской гимназии. В семье было двое детей:
- Лидия (1882 — после 1904) — выпускница Высших Бестужевских курсов.
- Александр (11 мая 1886 — после 1917) — ученик Императорской Николаевской Царскосельской гимназии. Принимал участие в издании гимназического журнала «Горизонт», где публиковал свои ранние стихи Николай Гумилёв[1].

Также в Царском селе проживала сестра Клушина — Софья Афанасьевна.

## Научное наследие
Александр Клушин признается одним из основателей российского мясоведения, из которого образовалась современная прикладная наука — ветеринарно-санитарная экспертиза. Его труды о привозном мясе имеют историческое значение. Известны случаи, когда учёных упрекали в отсутствии упоминания о Клушине в очерках по истории ветеринарно-санитарной экспертизы. Так в 1952 году, Леонид Крапивнер в своей рецензии на пятое издание учебного пособия Валериана Вольферца «Ветеринарно-санитарная экспертиза», среди прочего, упрекал и в отсутствии упоминаний о Клушине. Через восемь лет, уже Крапивнера, как автора первого раздела «Руководства по ветеринарно-санитарной экспертизе продуктов убоя животных и гигиене мясного производства», рецензенты упрекали, что в историческом очерке о развитии боенского хозяйства, он не упомянул работы Клушина.
- Заболеваемость и смертность домашних животных С.-Петербургской губернии в 1887 году: (ветеринарно.-стат. очерк): по отчетам зем. ветеринарных врачей. (1888)[18]
- Ветеринарно-санитарный осмотр привозного мяса. (1898)
- Царскосельская городская скотобойня // Вестник общественной ветеринарии. (1898)
- Городские бойни и привозное мясо. (1903)[19]